# Chloroclystis bryodes
Chloroclystis bryodes är en fjärilsart som beskrevs av Turner 1907. Chloroclystis bryodes ingår i släktet Chloroclystis och familjen mätare. Inga underarter finns listade i Catalogue of Life.